# 洛斯萊昂斯沙漠國家公園
洛斯萊昂斯沙漠國家公園是墨西哥的國家公園，距離首都墨西哥城約20公里，面積19平方公里，始建於2005年4月25日，該地區是7種兩棲類動物、9種爬蟲類動物和約30種哺乳類動物的棲息地。

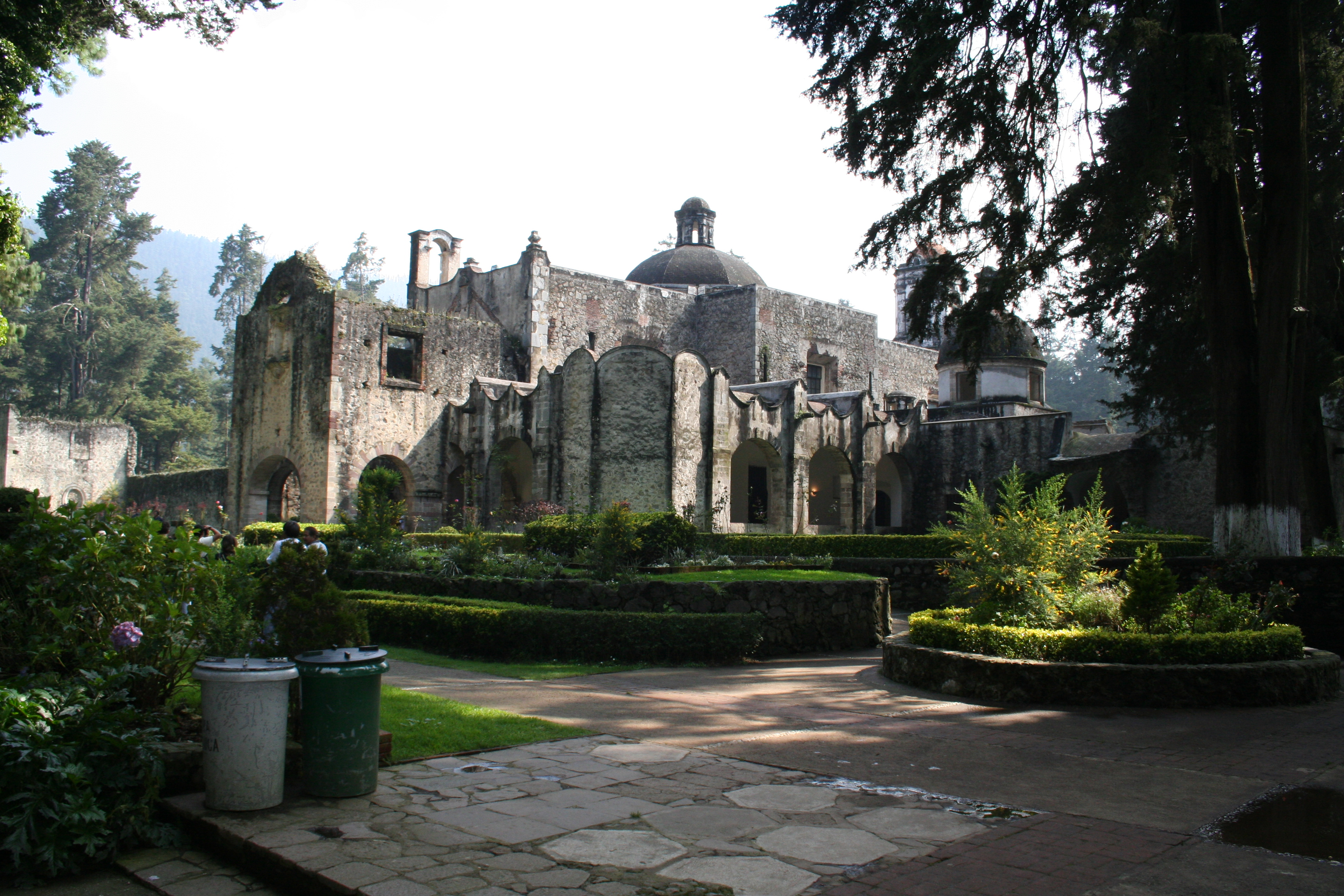

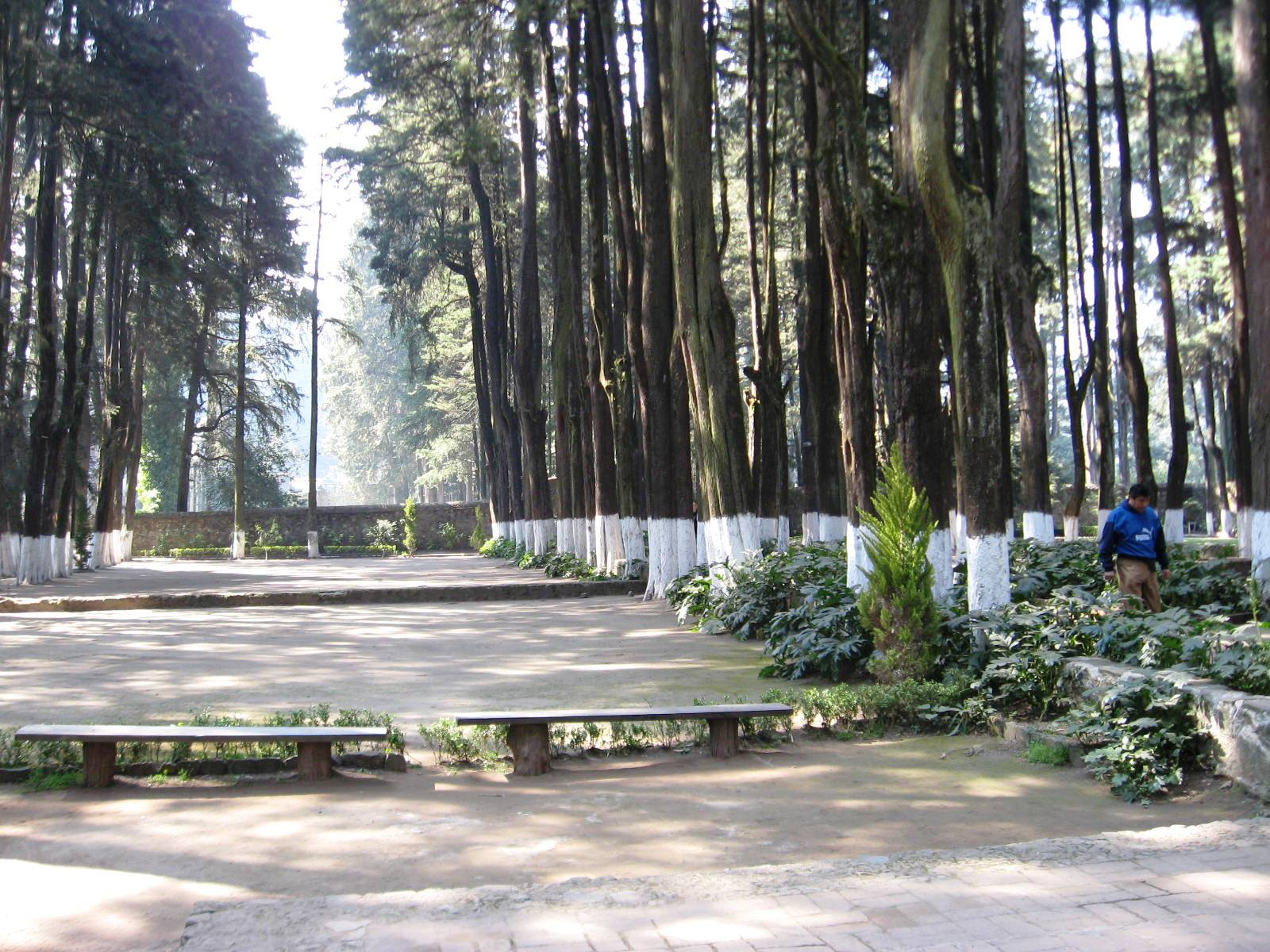

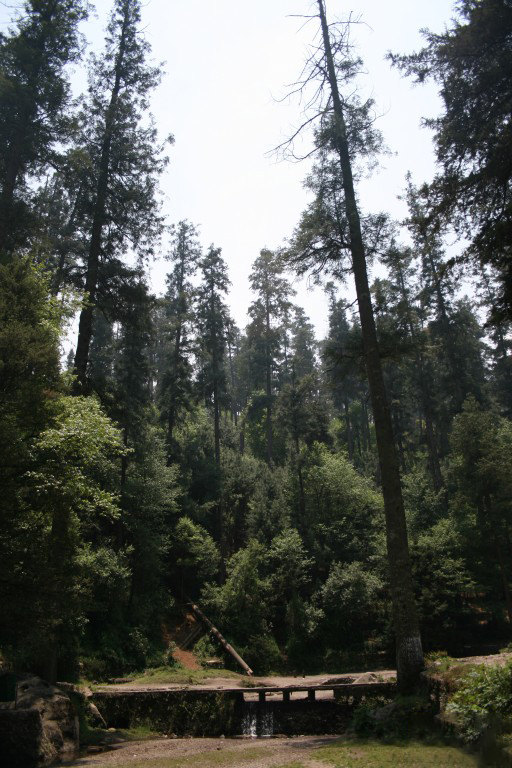

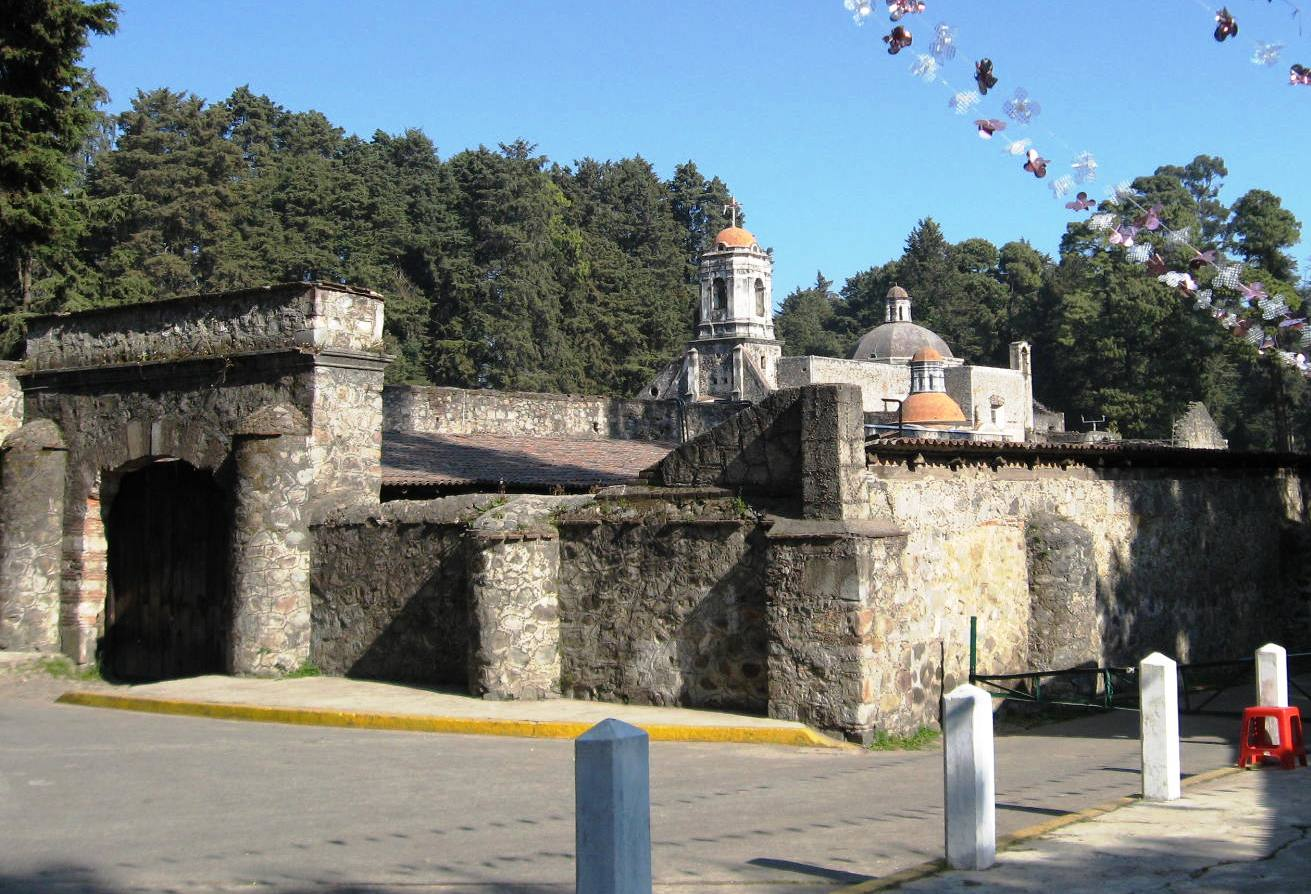

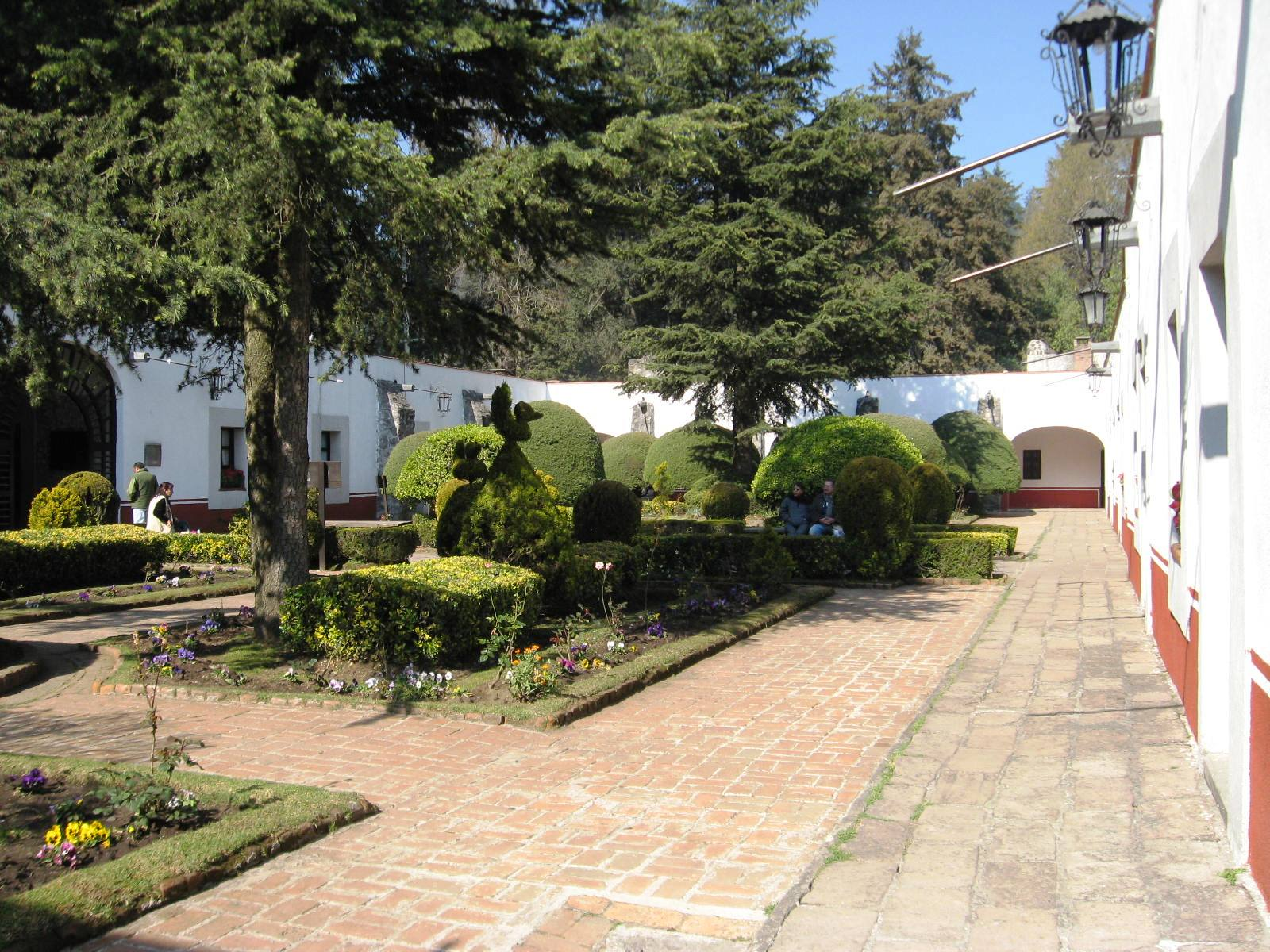

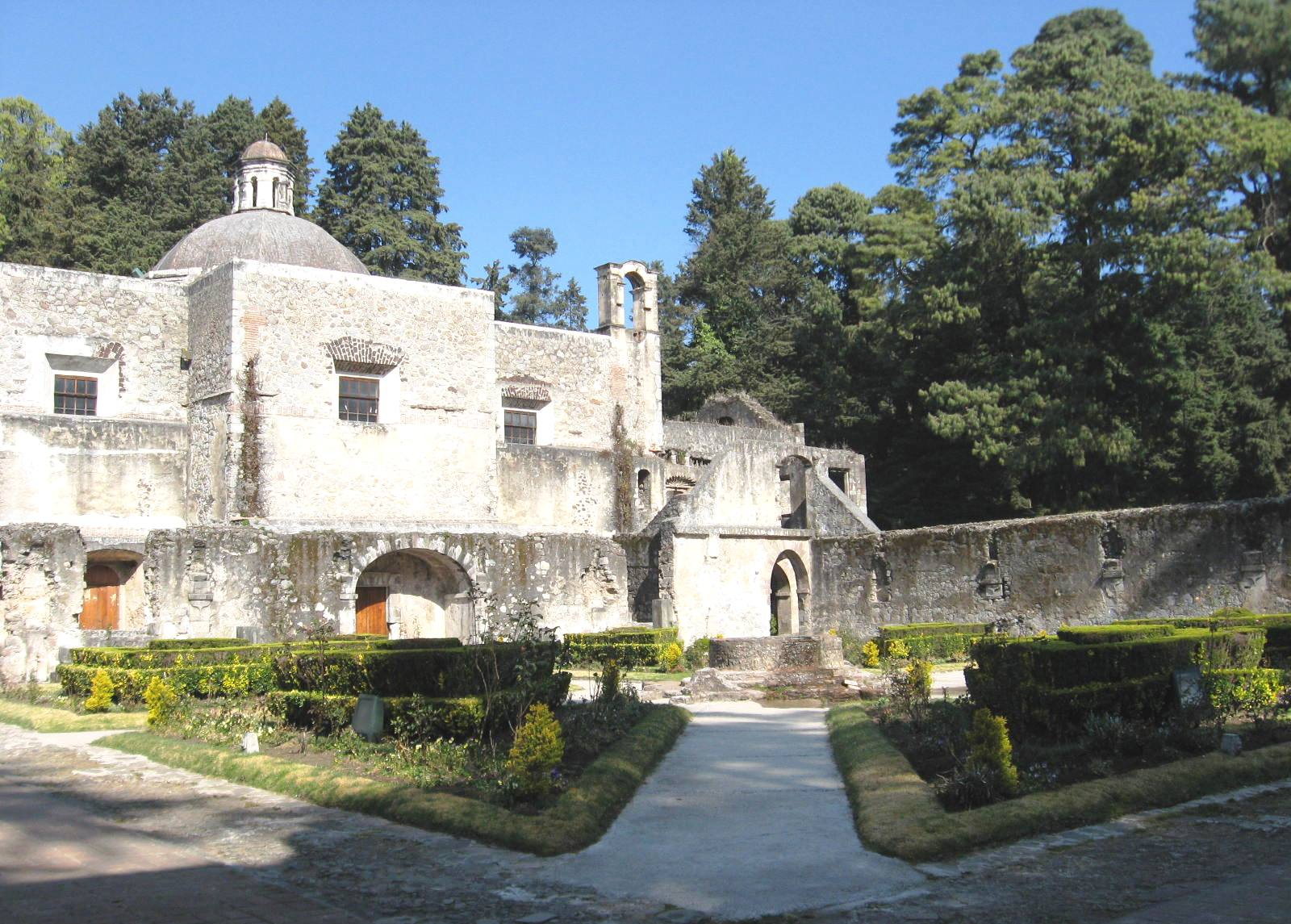

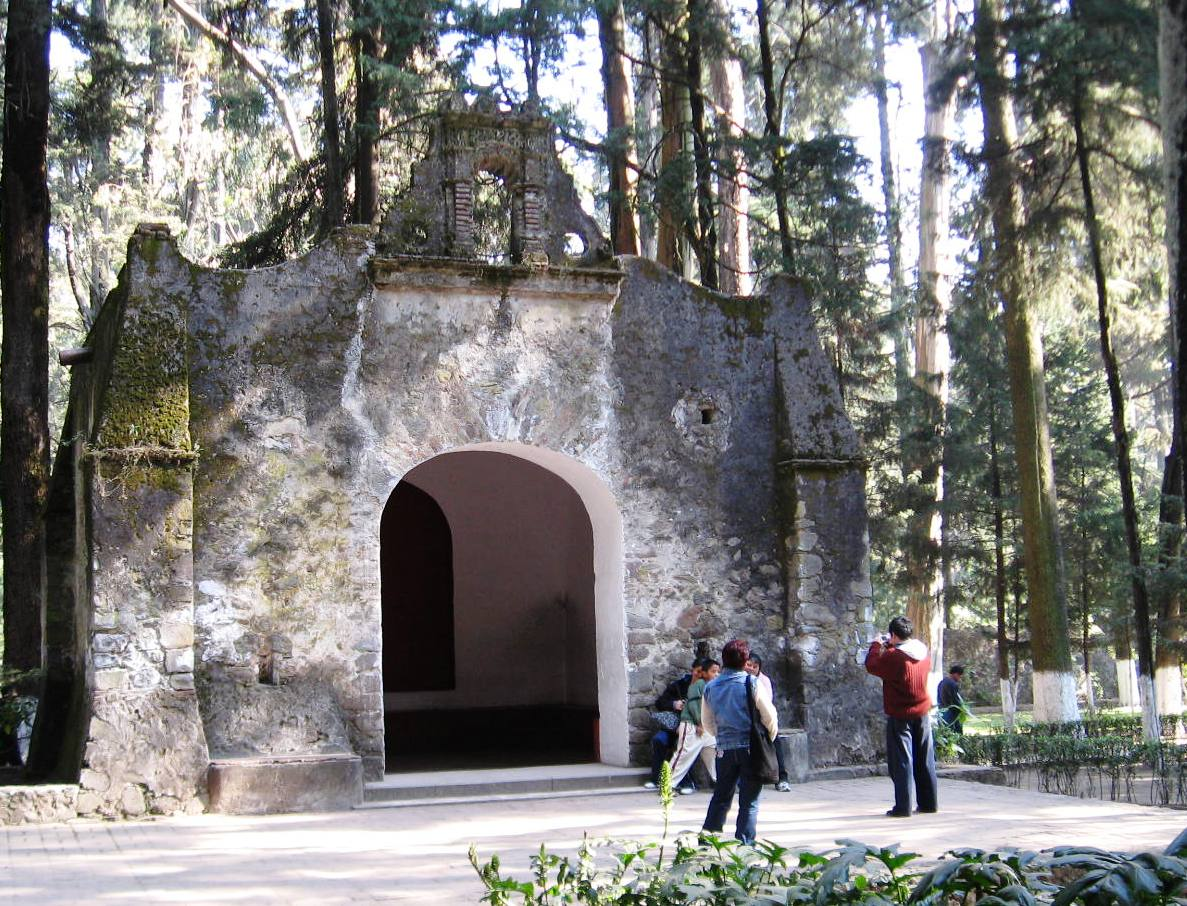

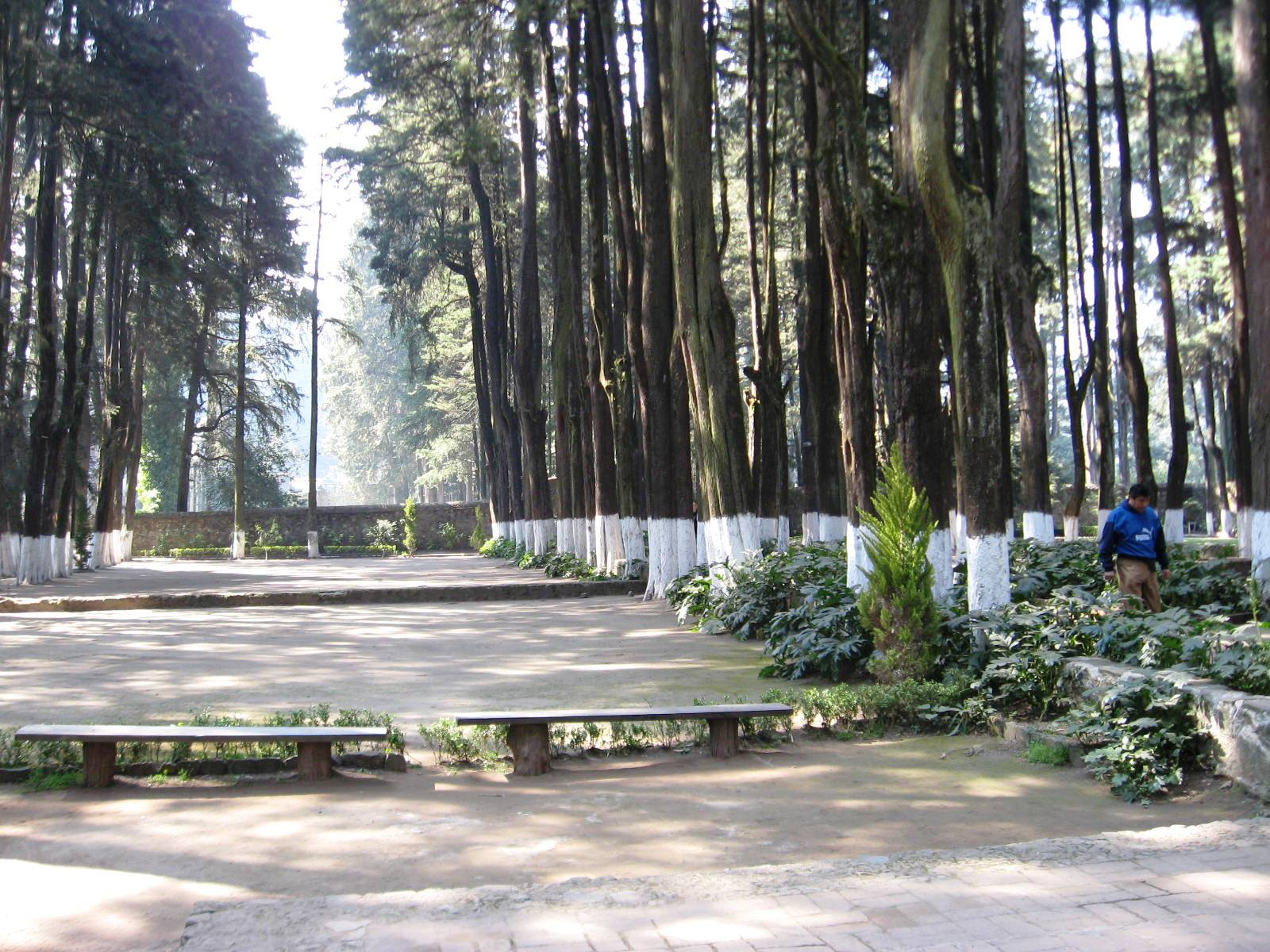

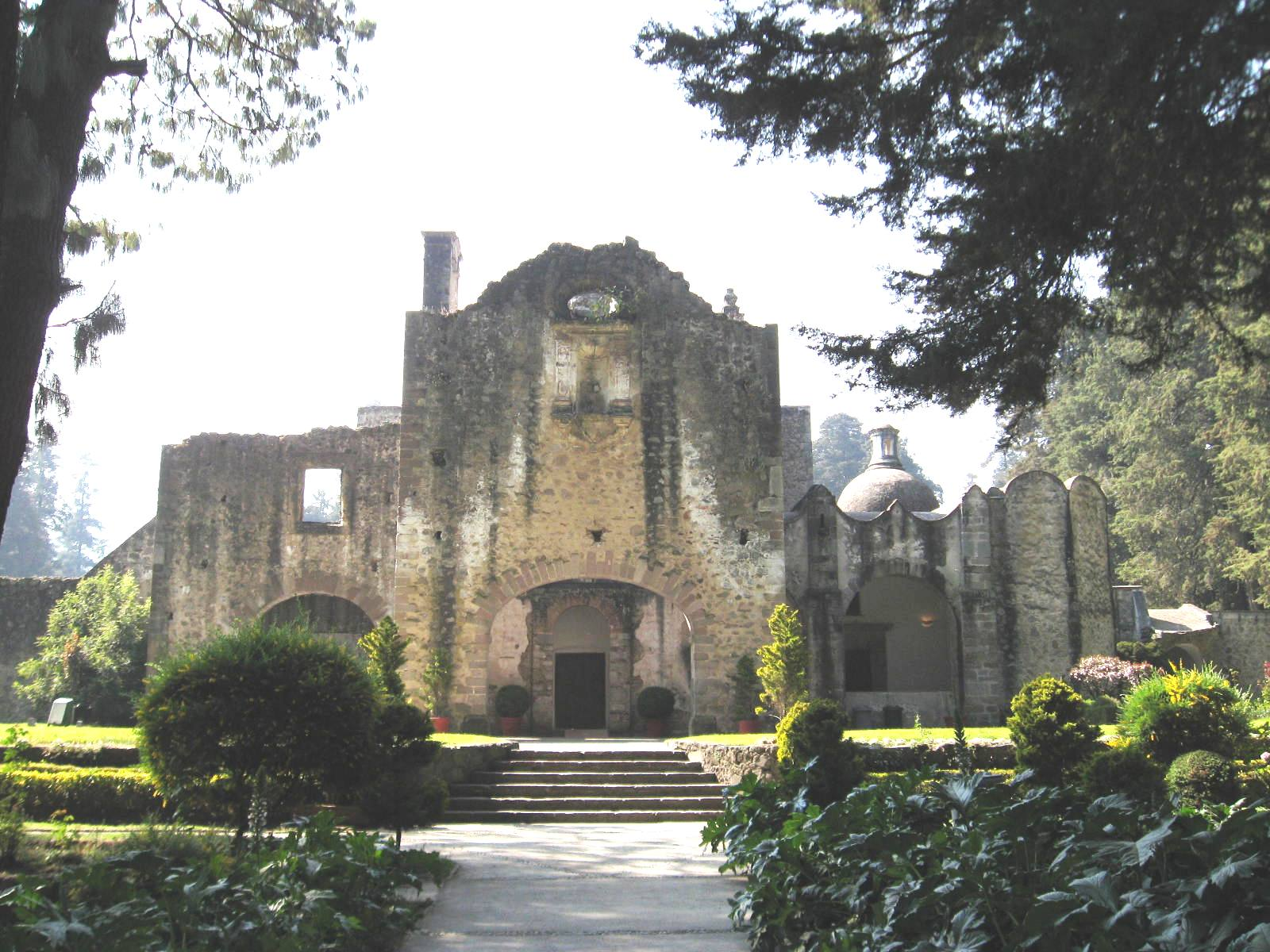

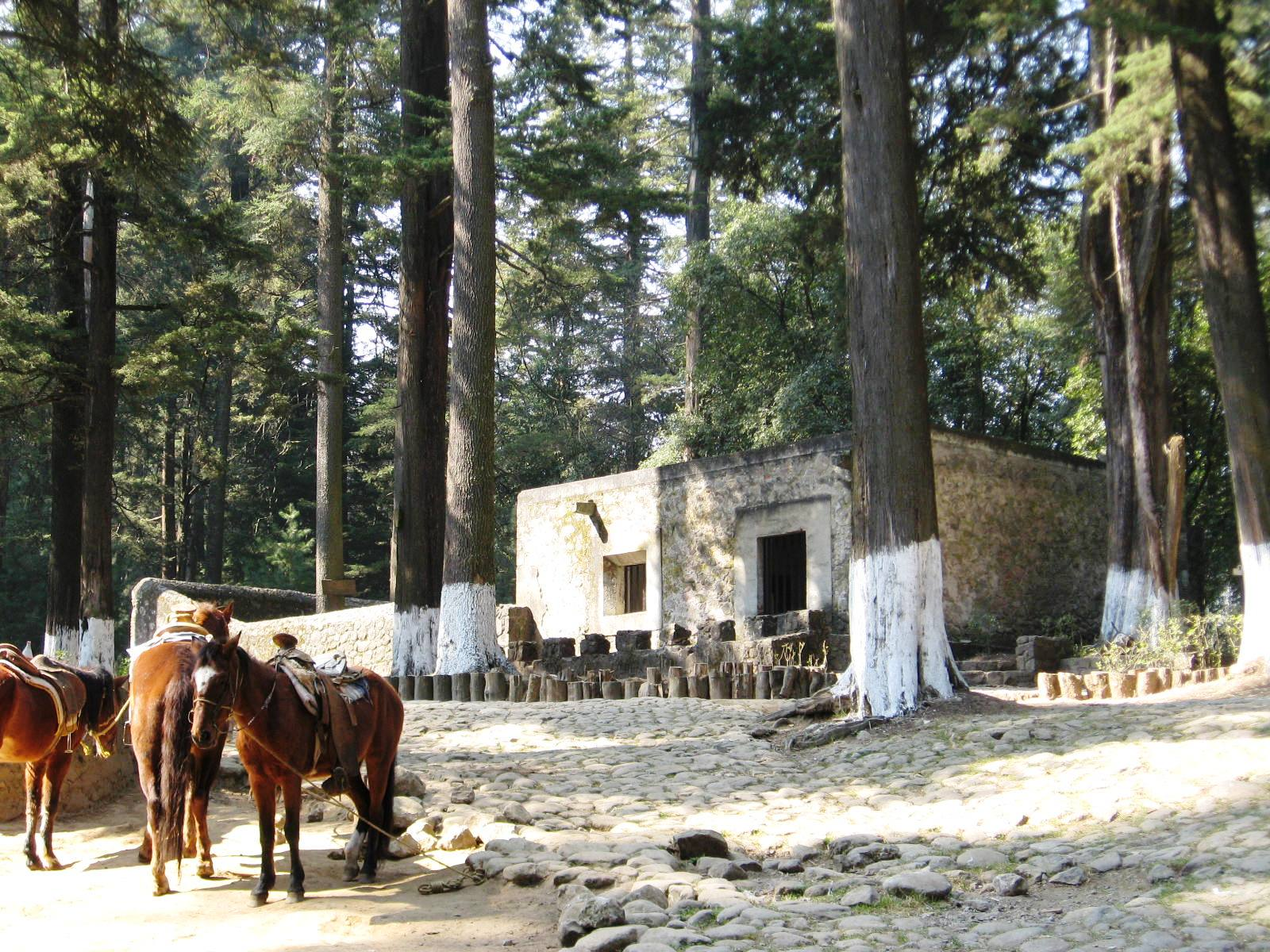

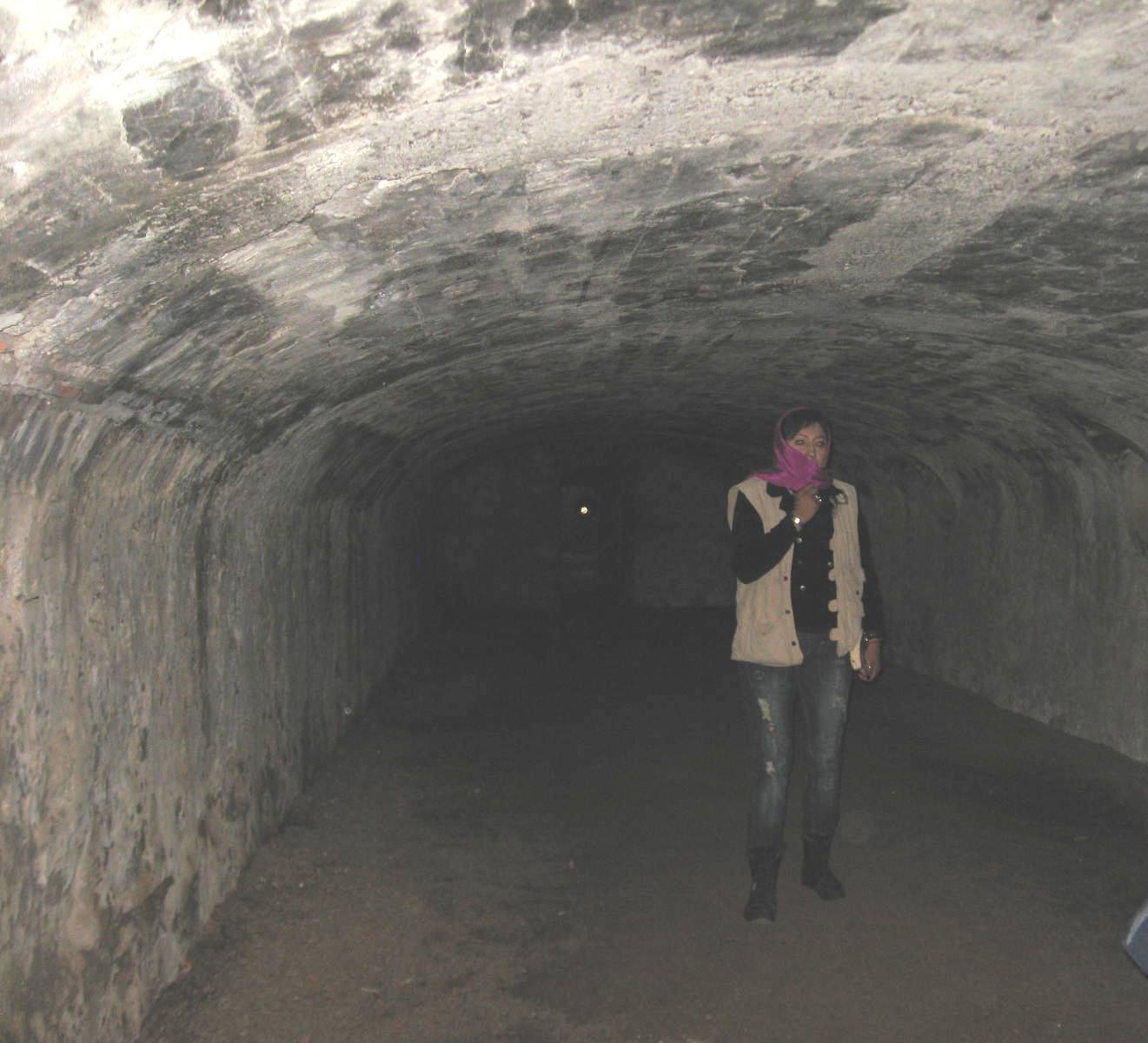

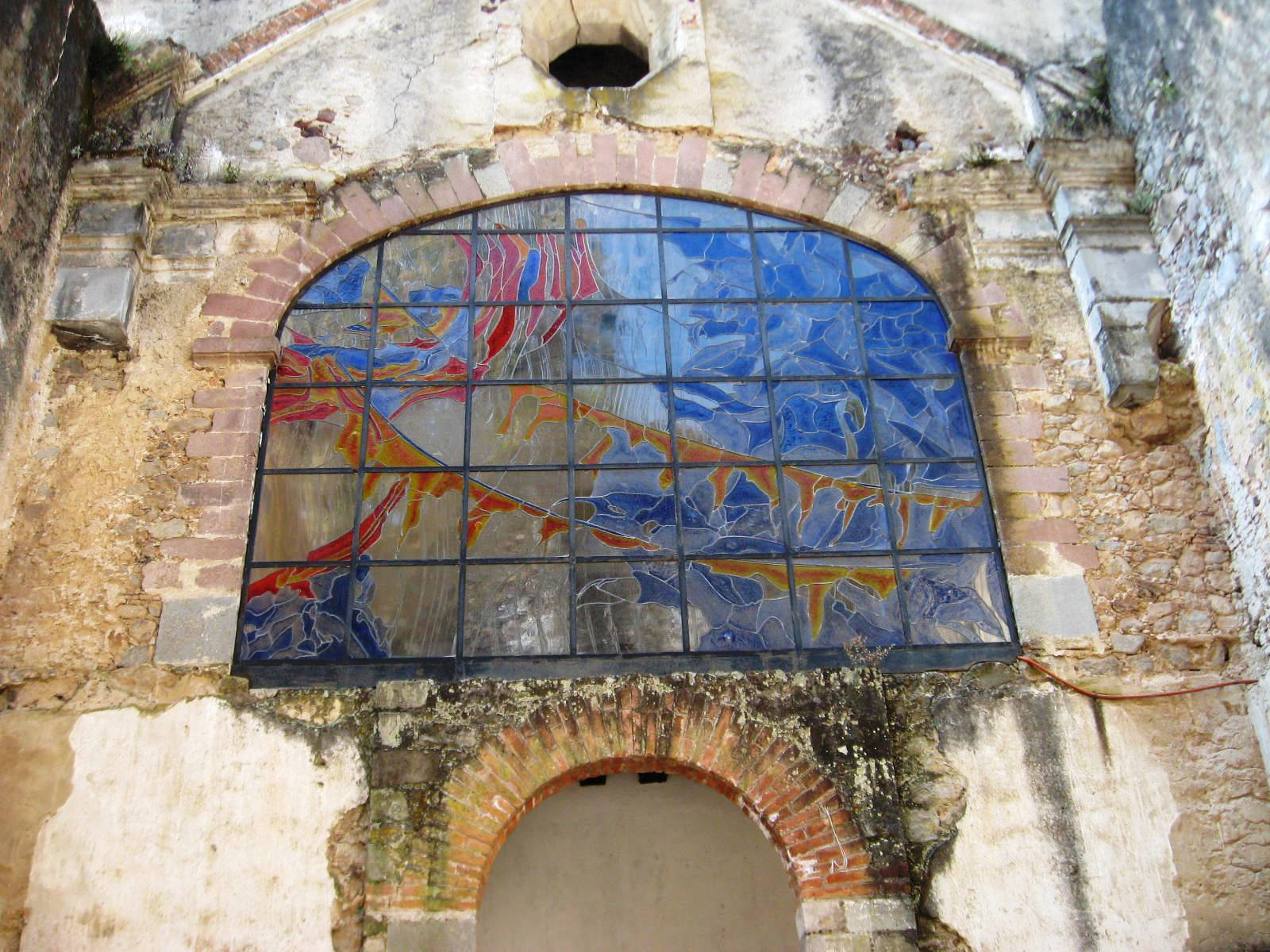

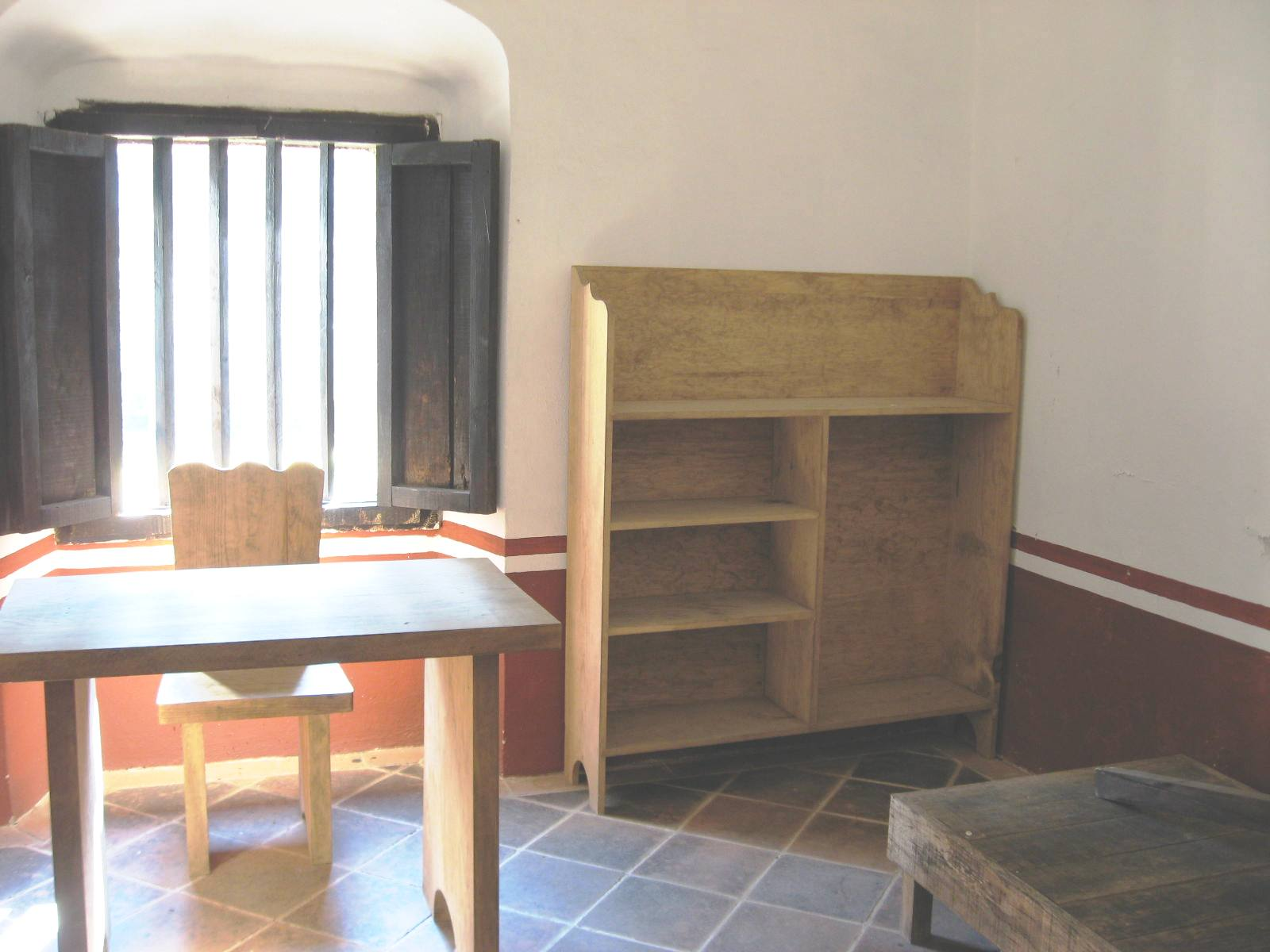

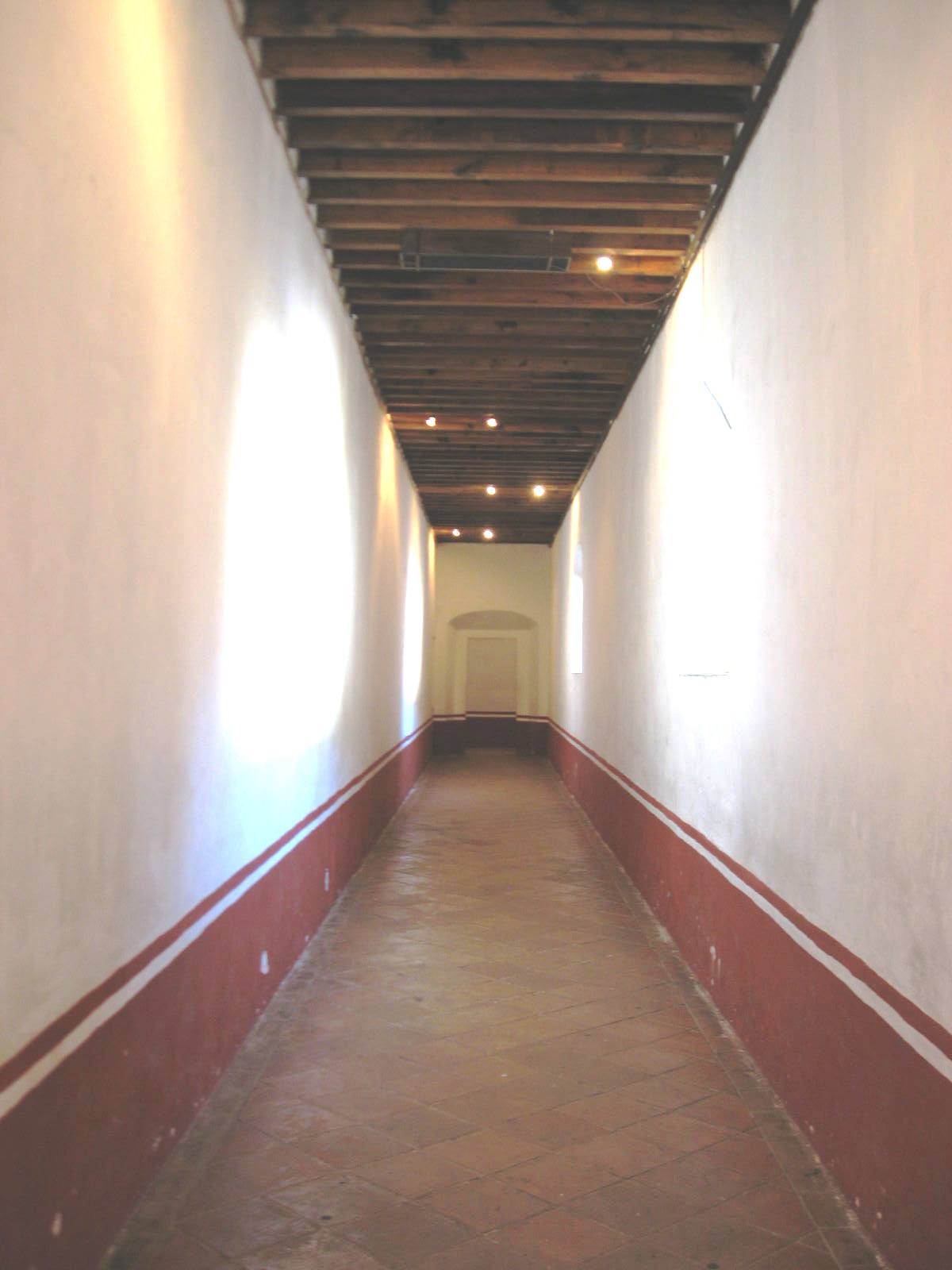